# الجهاد
الجهاد (به عربی: الجهاد ) یک منطقهٔ مسکونی در لیبی است که در برقه واقع شده‌است.